# Simon Hennings

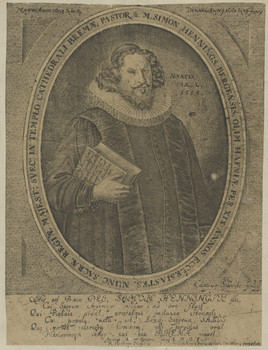
Simon Hennings

Simon Hennings, auch Simon Hennings der Ältere (* 19. April 1608 in Bergen (Norwegen); † 19. Juli 1661 in Osterndorf) war ein deutscher lutherischer Theologe und Geistlicher.

## Leben
Simon Hennings war Sohn des aus Lübeck stammenden Pastors Ambrosius Hennings an der Marienkirche, der Kirche der Hansekaufleute auf Bryggen in Bergen. Er wuchs bis 1624 in Bergen auf und bezog dann zum Studium der Theologie die Universität Rostock. In Rostock wurde er 1631 zum Magister promoviert. Bereits dort wurden seine Predigten gerühmt, weshalb er 1632 zu einer Probepredigt an der deutschen Petrikirche in Kopenhagen eingeladen wurde. Hennings brach seine eben begonnene Bildungsreise ab und wurde zum Compastor gewählt. In Kopenhagen wurde er Seelsorger des dänischen Staatsmanns und Reichshofmeisters Graf Corfitz Ulfeldt, dessen Frau Leonora Christina Ulfeldt und Hofprediger der seit 1640 in Kopenhagen lebenden verwitweten Königin von Schweden Maria Eleonora von Brandenburg.
Hennings, der in Kopenhagen ein sehr beliebter Prediger war, wurde 1651 in einen Skandal um Corfitz Ulfeldt verwickelt. Dieser wurde von aufgrund falscher Aussagen der Dina Vinhofvers, beschuldigt, Vater ihres bald nach der Geburt verstorbenen Kindes zu sein. Hennings Ehefrau habe sie verkuppelt und Hennings selbst sei in Besitz eines Papiers, das Ulfeldts Vaterschaft beweise, wolle es aber nicht herausgeben. Zudem behauptete sie, Ulfeldt trachte König Friedrich III. von Dänemark nach dem Leben. Zwar wurde ihr am Hof zunächst geglaubt, doch dann bekannte Dina Vinhofvers gegenüber Hennings, der zugleich Ulfeldts Beichtvater war, ihr wirklicher Liebhaber Jørgen Walter plane einen Mordanschlag auf Ulfeldt. Hennings meldete dies dem König. Die Intrigantin wurde wegen Meineids zum Tode verurteilt. Noch auf dem Richtplatz vor dem alten Kopenhagener Schloss hielt sie an ihrer Anklage gegen Ulfeldt und Hennings fest.
Simon Hennings verließ daraufhin gemeinsam mit Ulfeldt Dänemark und lebte einige Jahre lang bei den Verwandten seiner Frau in Rostock, wo er auch Vorlesungen hielt. 1654 reiste er zu Ulfeldt, der sich in Stralsund aufhielt, und mit diesem nach Stockholm. Nach einer Probepredigt vor Alexander Erskein empfahl ihn dieser König Karl X. Gustav von Schweden, der ihn in seiner Eigenschaft als Herzog von Bremen-Verden 1655 zum dritten Prediger am Bremer Dom bestellte. Diese Stellung behielt er bis zu seinem Tode bei. Dass er trotz höheren Alters und „besserer Kanzelgaben“ dem unbeliebten Hauptpastor Nicolaus Cüle untergeordnet war, führte zu Konflikten auch innerhalb der Gemeinde. Nach zweijähriger Krankheit, während der ihn sein Sohn Ambrosius Hennings vertrat, starb er auf einer Reise nach Stade. Der Bremer Superintendent Daniel Lüdemann hielt ihm die Leichenpredigt, die wie zahlreiche seiner eigenen Predigten veröffentlicht wurde. Seine 1828 noch vorhandene Grabplatte, deren Inschriften überliefert sind, ist verschollen.
Seit 1632 war er mit der aus Rostock gebürtigen Margaretha Lünsing verheiratet, mit der er elf Kinder hatte. Sein ältester Sohn Ambrosius Hennings (1638–1690) wurde sein Nachfolger als Prediger am Bremer Dom und später Hauptpastor am Dom zu Verden. Ein jüngerer Sohn Simon Hennings (1644–1695) war ebenfalls Theologe und Pastor; er studierte in Rostock, Rinteln sowie Kiel und wurde 1672 Pastor der Heiligen-Geist-Kirche in Rostock, später an St. Jakobi in Rostock.